# Kinneret (Stadt)
Kinneret (Tel Kinrot, hebräisch כִּנֶּרֶת, arabisch Tell el-'Oreimeh‚ Tell el-‘Orēme) ist eine in der Bibel genannte bronze- und eisenzeitliche Stadt am Nordwestende des Sees Genezareth in Israel. In der Bronzezeit war das phönizisch-kanaanäische Kinneret die wichtigste Stadt am Ufer des Sees. Auch der heute südlich des Tells liegende Kibbuz Ginnossar leitet seinen Namen als hellenisierte Form von Kinneret ab. In der Spätbronze- und Eisenzeit, also nach der Landnahme der Israeliten (d. h. nach 1200–1000 v. Chr.) war Kinneret ein Hauptort im Siedlungsgebiet des israelitischen Stammes Naftali.
Da Kinneret früher am Südufer des Sees bei Chirbet el-Kerak vermutet wurde, tragen eine landwirtschaftliche Siedlung und ein Kibbutz, beide um 1910 dort gegründet, den biblischen Namen Kinneret. Bei Chirbet el-Kerak gab es aber keine Oberflächenfunde aus der Eisenzeit II. Die Identifikation von Kinneret mit Tell el-Oreme gelang schließlich Gustaf Dalman und William F. Albright unabhängig voneinander im Jahr 1922. Eigentümer des Geländes ist seit 1886 der Deutsche Verein vom Heiligen Lande, dessen Pilgerhaus Tabgha am Osthang des Tells liegt. Am Südhang des Hügels befindet sich heute ein Pumpwerk, von dem aus Wasser aus dem See Genezareth über die israelische Landeswasserleitung (National Water Carrier) bis in die Negev-Wüste transportiert wird.

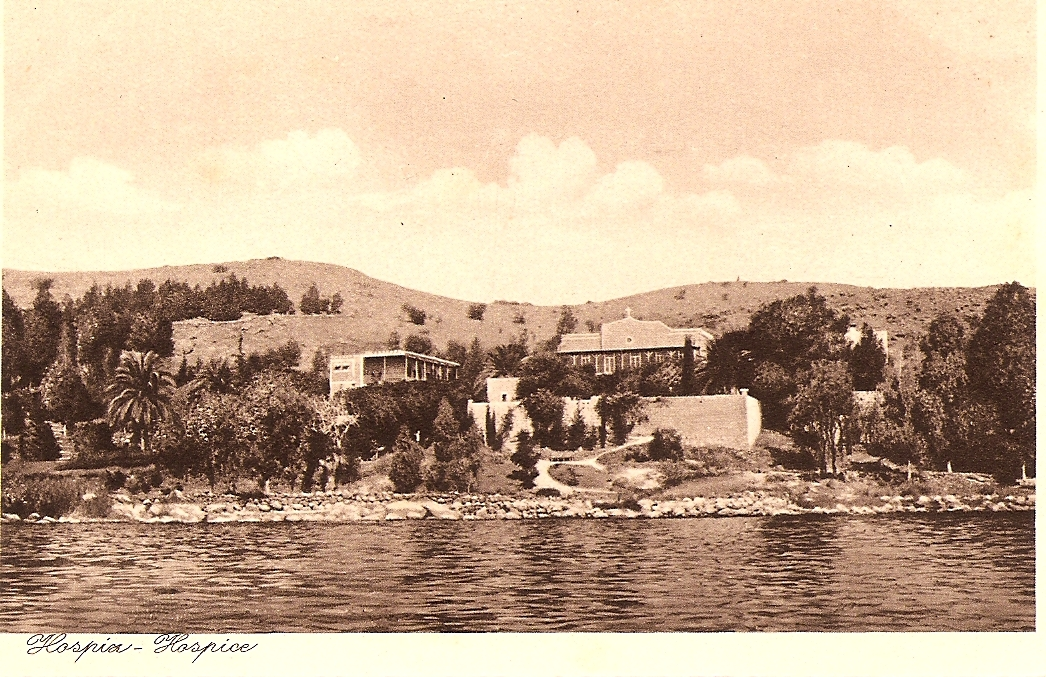
Historisches Foto von Tabgha am See Genezareth; im Hintergrund links der Tell el-Oreme.

Die ersten Erkundungen des Tell el-‘Orēme wurden 1911 von Paul Karge durchgeführt, der sich hauptsächlich auf prähistorische Überreste konzentrierte. Die ersten Ausgrabungen wurden von Robert Köppel in den Jahren 1932 und 1939 durchgeführt. Es wurden nur wenige Ergebnisse veröffentlicht. Unter der Leitung von Volkmar Fritz wurde 1982–1985 die Akropolis, 1994–1999 die zum See abfallende Seite des Tells archäologisch untersucht. Mitarbeiter während der ersten Phase waren unter anderen Ulrich Hübner, Klaus Koenen, Jürgen Zangenberg und Wolfgang Zwickel, während der zweiten Phase unter anderen Gunnar Lehmann, Dieter Vieweger und Thomas Wozniak.

## Lage
Koordinaten: 32° 51′ 38″ N, 35° 30′ 26″ O
Die Stadt Kinneret lag an der Via Maris, einer antiken Handelsstraße, die die Großmächte Ägypten und Mesopotamien verband. Der Tell Kinneret liegt am Nordwestufer des Sees Genezareth und ist von diesem durch ein Steilufer getrennt. Nach Süden führt ein Steilhang hinab in die fruchtbare Ebene von Ginnosar. In der näheren Umgebung befinden sich Quellen (u. a. Tabgha – „Siebenquell“). Nach Norden und Westen ist die Landschaft hügelig. Die Ausgrabungsstätte liegt an der heutigen Nationalstraße 90 zwischen Tabgha (2 km entfernt) im Norden und Ginnosar im Süden (3 km).
Die Siedlungsfläche umfasste 25 ha auf einem gestuften Kalksteinhügel. Der Ort bestand aus der Oberstadt (Akropolis, ca. 2 ha) im Südwesten und der Unterstadt im Nordosten (12 ha archäologisch zugänglich).

## Schriftliche Quellen
Der Ort Kinneret wurde in der Liste des Thutmoses III. am Tempel von Karnak um 1468 v. Chr. genannt. Korrespondierend mit diesen ägyptischen Quellen wurde in Kinneret das Fragment einer Stele gefunden, die in die Regierungszeit von Thutmoses III. oder Amenophis II. datiert wird.
Etwas später im 15. Jahrhundert v. Chr., ebenfalls aus der Zeit des Thutmosis III. oder Amenophis II., datiert die Nennung von Kinneret im Papyrus Leningradensis 1116A in einer Liste kanaanäischer Städte.
Im Buch Josua (Jos 19,35 , Jos 11,2 ) wird Kinneret als Ort des Stammes Naftali genannt. In 1. Könige 15 (1 Kön 15,20 ) wird berichtet, dass der in Damaskus residierende aramäische König Ben-Hadad I. (890–870 v. Chr.) ins Nordreich Israel eingefallen sei und dabei auch Kinneret zerstört habe und dass er für diese Invasion vom judäischen König Asa bestochen worden sei, um Bascha, König von Israel, zu drängen, den Ausbau des grenznahen Ortes Rama, nur 7 km von der judäischen Hauptstadt Jerusalem entfernt, zu beenden.
Mehrmals wird im Tanach der See Kinneret genannt, der im Neuen Testament See Genezareth genannt wird. Im Neuen Testament wird mit Genezareth (Gennesaret, hebräisch Kinneret) auch ein gleichnamiger Ort bezeichnet (Mt 14,34 , Mk 6,53 ), dessen Lage jedoch nicht mit der bronze- und eisenzeitlichen Stadt Kinneret identisch sein muss. Es ist nicht zweifelsfrei geklärt, ob der Name der Stadt Kinneret vom Namen des Sees stammt oder umgekehrt. Unabhängig von dieser offenen Frage ist klar, dass der Name des antiken Kinneret im aramäischen, griechischen und hebräischen Namen des Sees Gennesaret (hebr.: ים כנרת, Jam Kinneret) erhalten ist. Für die hebräischen Wörter kinneret und kinrôt verwenden die Targum die aramäischen Formen gînnēsar und ginnōsar und die griechische Entsprechung Γεννησὰρ (1 Makk 11,67 ). Das Neue Testament verwendet die Form Γεννησαρέτ für den See Gennesareth (Lk 5,1 ) und Ginnosar für das Gebiet am See, wahrscheinlich die Ebene von Ginnosar (Mt 14,34 , Mk 6,53 ).

## Archäologische Befunde

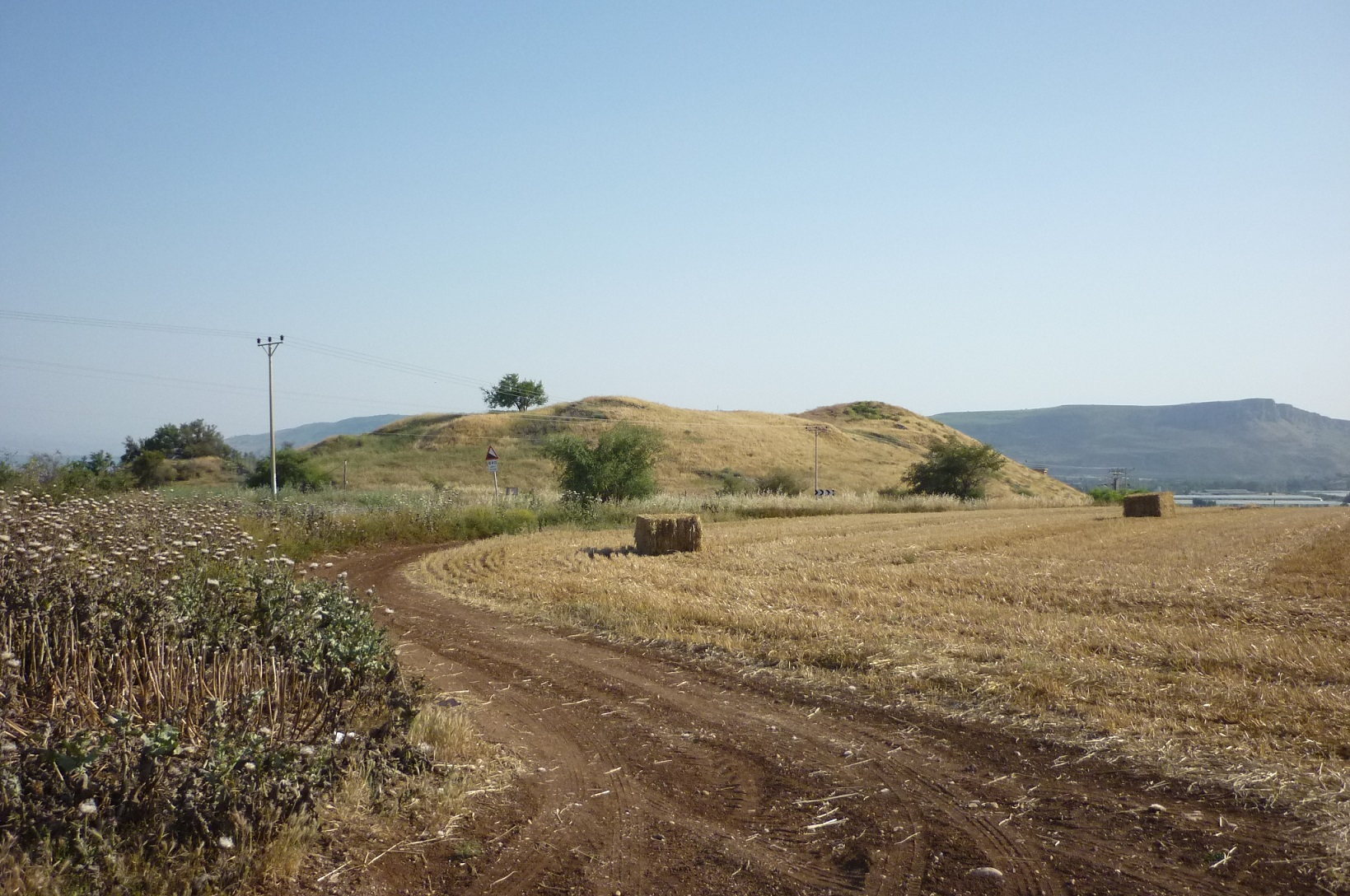
Tell el-Oreme (Kinneret) von Westen

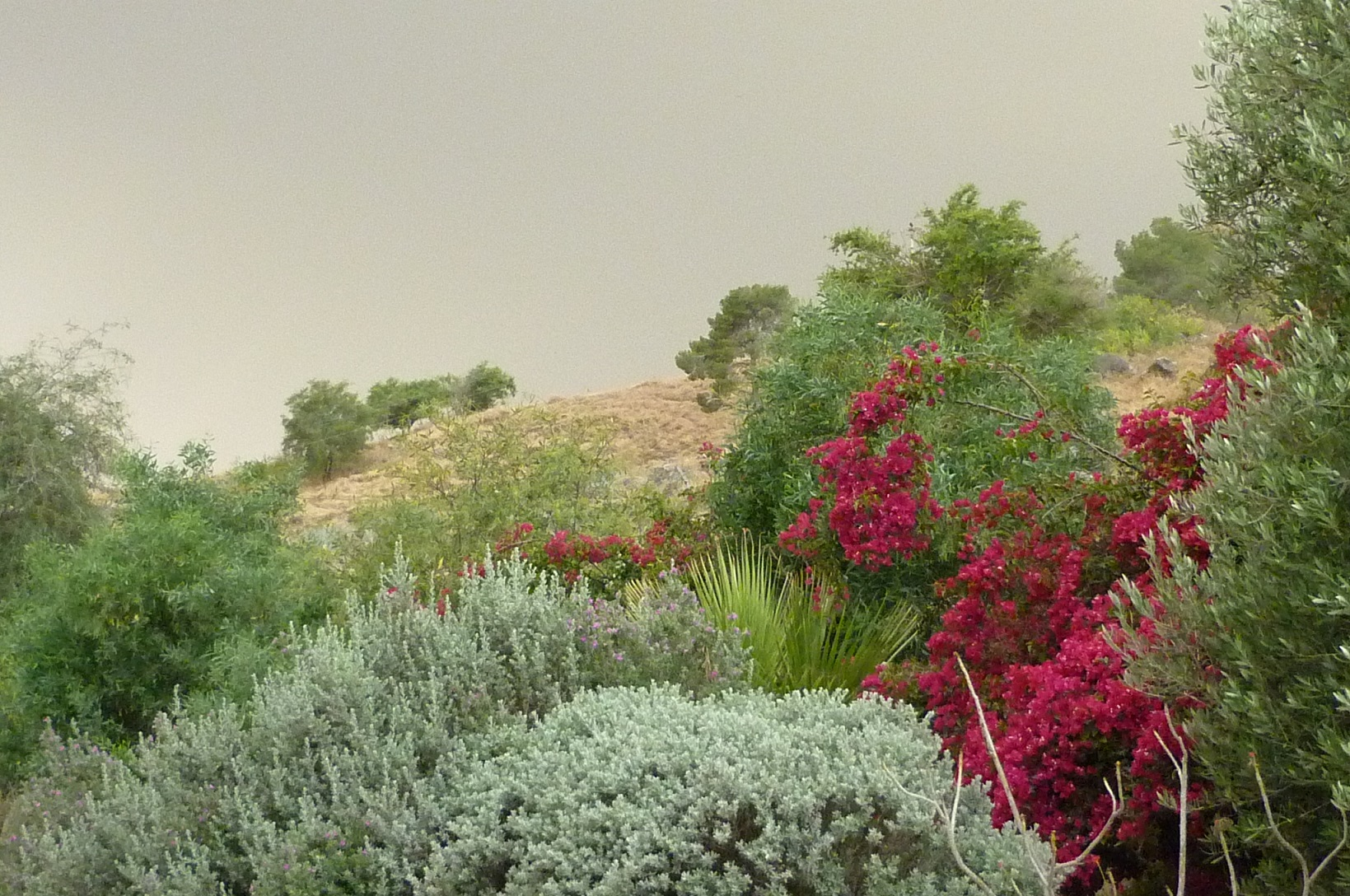
Tell e-Oreme (Kinneret) von Osten (vom Pilgerhaus Tabgha)

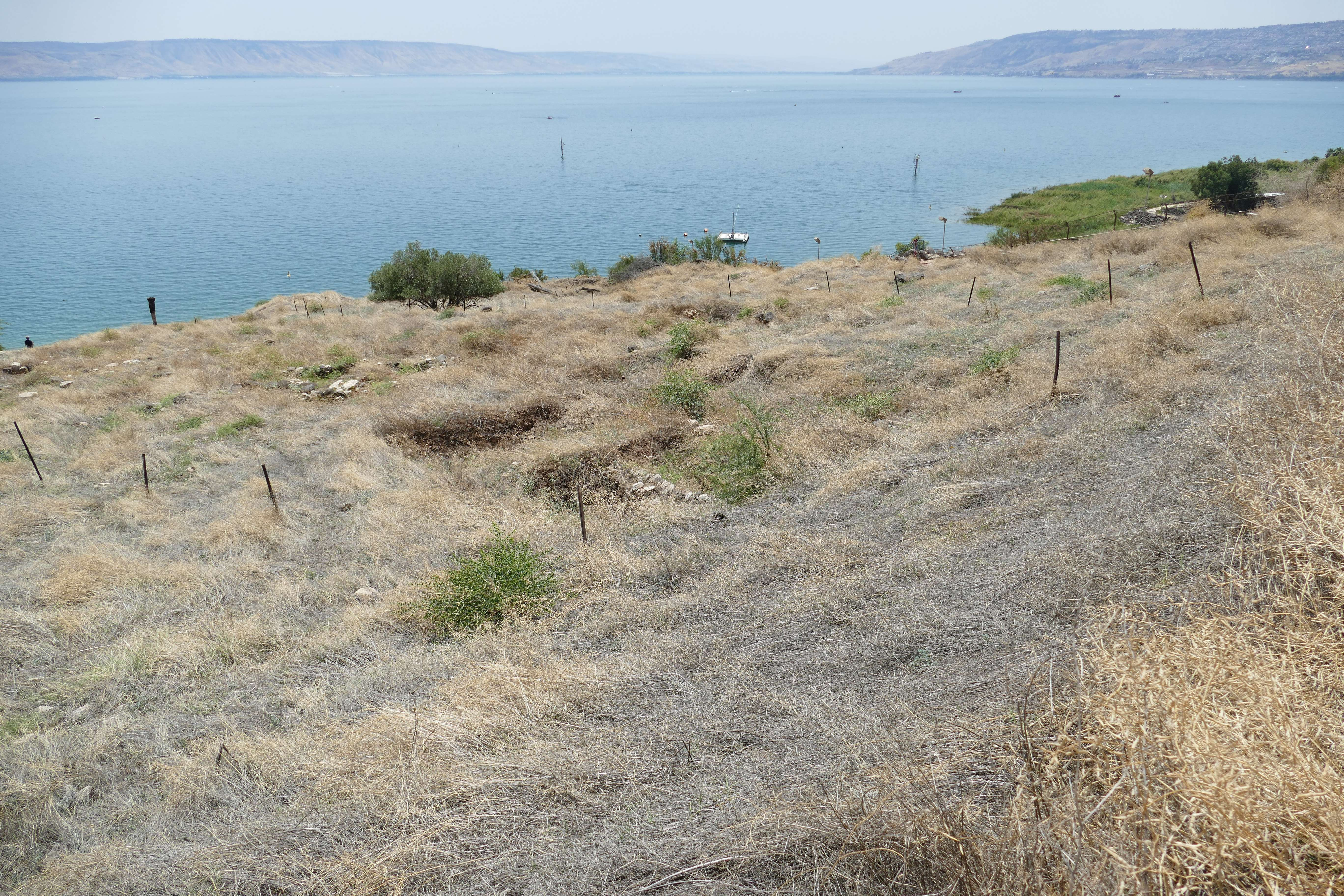
Tell e-Oreme (Kinneret) Ausgrabungsgelände

| Zeit v. Chr. | Stratum | Periode                                     | Besiedlung                                                  | Größe   |
| ------------ | ------- | ------------------------------------------- | ----------------------------------------------------------- | ------- |
| 30.–26. Jh.  | XIII–XI | Frühe Bronzezeit                            | Siedlung auf dem gesamten Hügel                             | 9 ha    |
| 26.–17. Jh.  |         | Frühe Bronzezeit IV / Mittlere Bronzezeit I | nicht besiedelt                                             |         |
| 16. Jh.-1400 | X–VII   | Mittlere Bronzezeit II / Späte Bronzezeit I | Stadt/Festung                                               | 9 ha    |
| 1400–1150    |         |                                             | nicht besiedelt                                             |         |
| 1150–950     | VI–IV   | Eisenzeit I                                 | Stadt                                                       | 9 ha    |
| 950–760      | III     | Eisenzeit IIA                               | Wachtturm, Aufgabe des Orts nach 900                        |         |
| 760–733      | II      | Eisenzeit IIB                               | Festungsstadt, zerstört 733                                 | 1,4 ha  |
| 733–6. Jh.   | I       | Eisenzeit III                               | Weiler, Nachbesiedlung auf dem südwestlichen Teil der Kuppe | 0,25 ha |

### Kupfersteinzeit und Frühbronzezeit
Aus dieser frühesten Besiedlungsphase blieb wegen der Siedlungsaktivitäten in späterer Zeit nur wenig erhalten. Funde von Keramik, Holzkohle und Knochen deuten darauf hin, dass früheste Besiedlungen auf dem Tell in die Kupfersteinzeit (4500–3300 v. Chr.) oder sogar in das Keramische Neolithikum (5500–4500 v. Chr.) zurückreichen. Es ist nicht klar, ob die Siedlung befestigt war; jedenfalls war der Tell ab etwa 2700 v. Chr. für Jahrhunderte unbesiedelt. (Während dieser Siedlungslücke florierte die nahe Stadt Chirbet el-Kerak/Beth Yerah mit 4000 bis 5000 Einwohnern.)

### Mittelbronzezeit II C bis Spätbronzezeit
Um 1550 v. Chr. wurde eine mit einer Lehmziegelmauer befestigte Stadt auf dem Tell neu angelegt, und zwar am Fuße des untersuchten Abhangs. Das ist die aus ägyptischen Quellen bekannte Stadt Kinneret. Wiederum trat in der Spätbronzezeit eine Siedlungsunterbrechung ein. Außerhalb der Stadtmauer wurde eine Nekropole entdeckt.
Der am Fuß des Tell el-Oreme gefundene Skarabäus der Königin Teje (ca. 1398–1338 v. Chr.), der einflussreichen Gemahlin des Königs Amenophis III., ist der letzte datierbare Beweis für eine mögliche Siedlungstätigkeit in der Bronzezeit. Da jedoch in den Amarna-Briefen keine Hinweise auf Kinneret enthalten sind und archäologische Funde aus der späten Bronzezeit II fehlen, wird vermutet, dass Kinneret zur Zeit des Amenophis III. nicht nennenswert besiedelt war. Durch die Aktivitäten der Apiru wurden die Handelsverbindungen in der Region unsicher und die Via Maris verlor ihre Bedeutung als wichtigste internationale Handelsstraße in der Levante.

### Eisenzeit I
Während der frühen Eisenzeit, d. h. von ca. 1100 bis 950 v. Chr. dominierte die Stadt Kinneret die Region um den See. Die Wohnbebauung bot weit über 2500 Einwohnern Platz.
Ob Kinneret der Frühen Eisenzeit zum aramäischen Fürstentum Geschur gehörte oder gar dessen Hauptstadt war, wird aus geographischer und historischer Sicht kontrovers diskutiert. Kinnteret wird eher den „späten Kanaanitern“ zugeordnet.
Die Stadt der Eisenzeit wurde auf einer Aufschüttung über der spätbronzezeitlichen Stadt neu errichtet. Der urbane Charakter wird deutlich an den Ausgrabungsfunden der Verteidigungs-, Entwässerungs- und Straßensysteme. „Die Stadt war außerordentlich sorgfältig geplant... Die Straßen verlaufen mit einer Neigung von etwa 25 Grad parallel zum Hang und kreuzen sich mit den hangabwärts führenden Straßen in rechtem Winkel. Die dadurch gebildeten insulae waren mit Wohnhäusern bebaut, von denen einige dem Typ des Hofhauses folgen.“ Wohnhäuser wurden teilweise in den Hang gebaut, um nutzbare Flächen zu schaffen, und Zugangswege für deren Bewohner angelegt. Besonders gut erhalten ist ein trapezförmiger Gebäudekomplex mit einer Größe von 30 m auf 13 m, mit vier stufenförmigen Untereinheiten, die den Hang zum See hinunterführen. Jede Untereinheit besteht aus mehreren Räumen und einem oder zwei Innenhöfen. Einige Einheiten hatten ein zweites Stockwerk. Funde belegen, dass innerhalb dieser Quartiers auch gewerbliche Tätigkeiten stattfanden (z. B. Bäckerei, Mühle).
Dieses Kinneret war der Zentralort der ganzen Region, mit einer teilweise über 12 m breiten Stadtmauer. Dass Schicht V besonders fundreich ist, könnte Folge einer plötzlichen Zerstörung durch ein Erdbeben (oder einer Eroberung) sein. Ein großes tektonisches Ereignis entlang des Jordangrabens wurde mittels Radiokarbonmethode auf 1050 v. Chr. datiert. Auch die Ausgrabungsstätten von Megiddo und Tel Dan deuten auf Erdbeben zu dieser Zeit hin. Zeuge der Zerstörung ist eine Lehmziegelmauer, die bergauf in zwei Räume einstürzte und ein fast vollständig zerstörtes Haushaltsinventar begrub, das Töpferwaren wie undekoriertes Geschirr und Vorratsgefäße, Steinwerkzeuge für Schleifzwecke und Schmuckstücke wie Siegel und Amulette enthielt.
Sehr bald nach der Katastrophe wurde Kinneret wieder aufgebaut. Zeitgleich entstand jenseits des Sees mit der geschuritischen Siedlung Tel Hadar ein Handelsplatz für agrarische Erzeugnisse, wobei Keramikfunde in beiden Ausgrabungsstätten auf enge Handelsbeziehungen zwischen beiden Siedlungen hinweisen.
In der Literatur wird die Rolle der Stadt im Spannungsfeld der politischen Mächte diskutiert und damit die Frage, warum Kinneret in einer Zeit aufblühte, während andere Städte, wie insbesondere das kanaanäische Hazor, nur schwach besiedelt waren oder ganz aufgegeben wurden. Als mögliche Ursache wird vermutet,
dass im früheisenzeitlichen Kinneret nicht Israeliten, sondern Bewohnerinnen und Bewohner, die aus dem südsyrischen Raum stammen.
Bei den Ausgrabungen wurden weder ein Tempel noch ein öffentlicher Kultraum entdeckt. Jedoch könnten Fundstücke wie beispielsweise ein Kelch als Räuchergefäß und eine 15 cm lange bronzene Schlagenfigur religiöse Bedeutung haben.
Das Ende dieser Siedlungsphase um das Jahr 950 v. Chr. könnte mit dem Aufstieg aramäischer Reiche im Norden und der Reiche Israel und Juda im Süden zusammenhängen. Der Niedergang von Kinneret und Geschur wird mit den biblischen Berichten im 2. Buch Samuel über die Konflikte zwischen David und dessen Söhnen Abschalom und Amnon in Zusammenhang gebracht.
Der in 1. Könige 15 genannte Angriff von König Ben-Hadad I. bedeutet, dass die Aramäer zu einem mächtigen Gegner Israels wurden. Deshalb mussten die nordisraelitischen Städte, wie auch Hazor, befestigt werden. Zur Bewachung der Stadt Kinneret wurde ein Turm errichtet, der in Stratum III gefunden wurde.

### Eisenzeit II
Um 800 v. Chr. wurde auf dem Tell eine Festung erbaut; diese Bauaktivität lässt sich in Zusammenhang bringen mit der Politik von Joasch und Jerobeam II. gegen die Aramäer (2 Kön 13,25 ). Bald darauf wurde auch eine typisch israelitische Stadt (Torplatz, Pfeilerhäuser, Wohnbebauung) auf dem Tell gegründet – vermutlich ist diese in der Liste der befestigten Städte von Naftali im Buch Josua (Jos 19,35 ) gemeint. Hier fand man eine etwa 10 cm große Bronzefigur der sitzenden Gottheit El.
Da die Stadt durch das Erdbeben von 760 v. Chr. nicht zerstört wurde, wird angenommen, dass Stratum II nach 760 v. Chr. errichtet wurde.
Obwohl Kinneret in 2 Kön 15,29  nicht erwähnt wird, wohl aber das Land Naftali, muss man wegen ihrer strategisch günstigen Lage davon ausgehen, dass Tiglat-Pileser III. die Stadt im Jahr 733 v. Chr. erobert und zerstört hat. Spuren der Eroberung sind im Torbereich sichtbar. Danach wurde der Ort aufgegeben und in der Antike nicht wieder besiedelt, sieht man von einem ptolemäischen Gehöft und einigen byzantinischen Scherben ab.

### Hellenische und spätere Zeit
In hellenistischer und römischer Zeit und von der spätbyzantinischen bis zur Umayyaden-Periode wurde der Ort nur sporadisch besiedelt (vereinzelte Bauernhäuser).